# 辫子面包
辫子面包（Zopf/Züpfe） 流行于瑞士, 奥地利和巴伐利亚，由白面粉，牛奶，鸡蛋，黄油和酵母制成。面团在烘焙以前外面会涂上一层蛋黄，因此烤出来的面包具有金色的酥脆外壳。面团通常扭成辫子的形状。传统上，辫子面包是星期天上午吃的。士瓦本地区有其变种花环面包（Hefekranz/Hefezopf），后者通常是甜的，和前者不同。

## 相关链接
- 哈拉麵包
- 豆蔻面包
- Panaret
- Pulla
- Vánočka